# Monanchora lipochela
Monanchora lipochela är en svampdjursart som först beskrevs av Arthur Dendy 1922.  Monanchora lipochela ingår i släktet Monanchora och familjen Crambeidae. Inga underarter finns listade i Catalogue of Life.